# 236 Honoria
Onoria o 236 Honoria è un asteroide della fascia principale del diametro medio di circa 86,2 km. Scoperto nel 1884, presenta un'orbita caratterizzata da un semiasse maggiore pari a 2,8012179 UA e da un'eccentricità di 0,1869985, inclinata di 7,68054° rispetto all'eclittica.
Il suo nome è dedicato a Giusta Grata Onoria, augusta dell'Impero romano, che causò l'invasione di Attila del 451 d.C.